# Willem de Graaff
Willem „Wim“ de Graaff (* 25. August 1931 in Rotterdam; † 12. Januar 2021 ebenda) war ein niederländischer Eisschnellläufer.

## Karriere
Willem de Graaff war einer der besten niederländischen Eisschnellläufer in den 1950er Jahren. Er nahm an sechs Welt- und sieben Europameisterschaften teil. Er wurde 1956 Niederländischer Meister im Mehrkampf und stellte am 29. Dezember 1961 mit einer Zeit von 45,8 Sekunden einen neuen niederländischen Rekord über 500 Meter auf.
Bei den Olympischen Winterspielen 1956 in Cortina d’Ampezzo startete de Graaff im Wettkampf über 500, 1500, 5000 und 10.000 Meter. Über 5000 Meter stellte er zwischenzeitlich mit einer Zeit von 8:00,2 Minuten einen neuen olympischen Rekord auf, verpasste allerdings um nur drei Sekunden eine Medaille und belegte am Ende den vierten Rang.
Vier Jahre später nahm er ein zweites Mal an den Olympischen Spielen teil, doch auch dieses Mal blieb er ohne Medaille.
Nach seiner Laufbahn führte er ein Sportgeschäft in Maassluis und wurde Trainer bei der Niederländischen Nationalmannschaft.